# Altharlingersiel
Altharlingersiel is een zeer klein dorp in Oost-Friesland in de Duitse deelstaat Nedersaksen. Het behoort tot de gemeente Neuharlingersiel, die zelf weer deel uitmaakt van de Samtgemeinde Esens in de Landkreis Wittmund.
Altharlingersiel ligt enkele kilometers ten zuidoosten van de badplaats Neuharlingersiel. Het ligt in een door kronkelende waterlopen doorsneden polderland en wordt door weilanden omgeven.
Het dorp ontstond rond 1550, toen er in het kader van de inpolderingswerken van de in die tijd ten oosten van het dorp liggende baai Harlebucht (zie: Wittmund) een zijl (spuisluis) aan de Waddenzeekust werd gebouwd. In 1693, toen er noordwaarts nieuw land was aangewonnen, en Neuharlingersiel was ontstaan, verplaatste men de zijl naar Neuharlingersiel. 